# Jacques Van der Smissen
 (janvier 2021).
La mise en forme du texte ne suit pas les recommandations de Wikipédia : il faut le « wikifier ».
Les points d'amélioration suivants sont les cas les plus fréquents :
- Les titres sont pré-formatés par le logiciel. Ils ne sont ni en capitales, ni en gras.
- Le texte ne doit pas être écrit en capitales (les noms de famille non plus), ni en gras, ni en italique, ni en « petit »…
- Le gras n'est utilisé que pour surligner le titre de l'article dans l'introduction, une seule fois.
- L'italique est rarement utilisé : mots en langue étrangère, titres d'œuvres, noms de bateaux, etc.
- Les citations ne sont pas en italique mais en corps de texte normal. Elles sont entourées par des guillemets français : « et ».
- Les listes à puces sont à éviter, des paragraphes rédigés étant largement préférés. Les tableaux sont à réserver à la présentation de données structurées (résultats, etc.).
- Les appels de note de bas de page (petits chiffres en exposant, introduits par l'outil «  Source ») sont à placer entre la fin de phrase et le point final[comme ça].
- Les liens internes (vers d'autres articles de Wikipédia) sont à choisir avec parcimonie. Créez des liens vers des articles approfondissant le sujet. Les termes génériques sans rapport avec le sujet sont à éviter, ainsi que les répétitions de liens vers un même terme.
- Les liens externes sont à placer uniquement dans une section « Liens externes », à la fin de l'article. Ces liens sont à choisir avec parcimonie suivant les règles définies. Si un lien sert de source à l'article, son insertion dans le texte est à faire par les notes de bas de page.
- La présentation des références doit suivre les conventions bibliographiques. Il est recommandé d'utiliser les modèles {{Ouvrage}}, {{Chapitre}}, {{Article}}, {{Lien web}} et/ou {{Bibliographie}}. Le mode d'édition visuel peut mettre en forme automatiquement les références.
- Insérer une infobox (cadre d'informations à droite) n'est pas obligatoire pour parachever la mise en page.

Pour une aide détaillée, merci de consulter Aide:Wikification.
Si vous pensez que ces points ont été résolus, vous pouvez retirer ce bandeau et améliorer la mise en forme d'un autre article.
Jacques Lucien Dominique, 1er Baron Van der Smissen est un officier d'artillerie belge qui participa à deux reprises à une conspiration orangiste. La question de son amnistie fut la source de débat houleux au Parlement belge et cause la chute du gouvernement de Theux I. Il est né le 21 octobre 1788 à Bruxelles et meurt le 5 février 1856 à Wiesbaden.

## Biographie
Il est le fils majeur d'Henry Vandersmissen, rentier, et de Marie Anna Van Haelen, domicilié à Molenbeek, Brabant Méridional. Il épouse Louise Catherine Colleton Graves le 2 octobre 1816. Ils s'installent dans le château sur le domaine de l'ancienne abbaye de Cortenbergh et ajoute «de Cortenbergh» à son nom. Il entretient des relations étroites avec le prince d'Orange , qui devient le parrain de son fils aîné. Certaines rumeurs attribuaient même la paternité de ce fils au prince, ou suggéraient une relation intime entre les deux hommes .
Bien que cet homme soit très peu connu par l’historiographie (la documentation à son sujet ayant été détruite), sa carrière militaire n’en est pas moins prolifique. Dans un premier temps, il s’engage aux côtés des armées françaises et participe aux campagnes napoléoniennes en Allemagne. Avec la désillusion en Russie il sera démis de ses fonctions. La création de l’armée nationale néerlandaise en 1814 est une aubaine pour ce militaire qui y est nommé major d’artillerie. Après avoir combattu vaillamment pour les armées du roi des Pays-Bas à Waterloo, il reçoit le titre de Baron.
Alors que la révolution belge survient en 1830, Van der Smissen va dans un premier temps s’investir du côté des révolutionnaires. Il va par ailleurs être gradé dans l’armée belge nouvellement créée. Les mois de janvier et février 1831 vont faire basculer ce lieutenant qui va devenir un partisan de la contre-révolution aux côtés de Chassé, n’hésitant pas à faire usage de la force. Ce mouvement naissant connait alors deux pôles importants : Gand et Anvers. La combativité politique des gantois sera plus importante essentiellement grâce à une implantation forte des pro-orangistes dans les milieux de la presse et de l’administration juridique. Van der Smissen va peu à peu devenir leader dans les actions contre-révolutionnaires à Anvers. Avec d’autres contre-révolutionnaires, il prépare un coup d’État le 25 mars 1831. Avec la trahison d’un diplomate anglais au sein même des leaders contre-révolutionnaires, ce coup d’État n’aboutit à rien sinon à l’emprisonnement des principaux instigateurs des actions. Van der Smissen parvient quant à lui à s’enfuir à Wiesbaden en Prusse grâce à l’avertissement du régent Surlet de Chokier.
Van der Smissen qui est pour sa part toujours exilé en Prusse voit avec beaucoup de frustration le fait que d’anciens orangistes puissent poursuivre une carrière militaire en Belgique. Durant son exil, il sera subsidié par le roi des Pays-Bas. Le Traité des XXIV articles va prendre des positions concernant les condamnés politiques (et en particulier les orangistes). Ainsi, il est stipulé que nul ne peut être discriminé pour raisons politiques. Ces écrits ayant été signés, Van der Smissen rentre en Belgique et sera autorisé par le gouvernement en place de garder son poste et de recevoir une allocation. La question de son amnistie sera alors débattue houleusement durant trois séances à la Chambre. Le gouvernement de Theux, craignant les révélations que pourrait faire Van der Smissen opte pour l’amnistie. L’opposition s’insurge sur le fait que celui qu’elle considère comme un traitre à la nation puisse recevoir l’amnistie. Cette affaire va amener à la démission du gouvernement de Theux et à la mise en place du premier gouvernement libéral homogène mené par Joseph Lebeau.

## L'affaire Van der Smissen
Comme précisé précédemment, la question de l'amnistie de Van der Smissen a amené la chute du gouvernement de Theux et de l'unionisme en Belgique. L'affaire Van der Smissen correspond davantage aux débats houleux qui se sont déroulés au Parlement sur cette question que sur la personne de Van der Smissen lui-même.

### L'épopée Van der Smissen
Alors que la Belgique n’est pas encore formée, on sent déjà que Jacques Van der Smissen est un proche du roi Guillaume. En effet, le prince d’Orange est un proche du milieu des loges franc-maçonnes et est même membre de la loge franc-maçonne anversoise dont Van der Smissen est l’administrateur. Lors de la révolution belge, Van der Smissen va connaître un retournement de veste assez incroyable. En 1830, tous les corps révolutionnaires s’empressent dans Bruxelles : il y a les volontaires et mercenaires, les patriotiques convaincus mais aussi des membres de l’armée royale comme Van der Smissen. Pour la jeune Nation en puissance, il s’agit alors de poser des actes violents pour pousser les hollandais vers le nord. Ensuite, il sera question d’obtenir une opération « d’épuration » de la classe politique et des fonctionnaires pour ne pas avoir à subir un revirement de situation avec un retour des idées pro-orangistes qui ont une forte influence. Dans cette période d’instabilité qui débute, de nombreuses personnes au sein de l’armée souhaitent un retour de Guillaume sur le trône. De fait, ce-dernier véhicule une image de confiance, de calme et de continuité. De plus, il pourrait garantir les places de certains dans l’armée. Il est pourtant plus étonnant de retrouver des partisans comme Van der Smissen, ce même qui était un instigateur de violence contre Guillaume Ier quelques mois plus tôt.
La suite des événements est connue : Van der Smissen va faire partie d’un commando anversois d’orangistes qui était censé se diriger vers Bruxelles. Ces tentatives de coups d’État sont mises en échec à cause de trahisons, de manque de communication et de désaccords internes. Les répressions envers les orangistes faites par l’État belge seront suffisamment dissuasives que pour mettre un frein presque définitif aux tentatives d’actions contre-révolutionnaires. Les orangistes qui ont réussi leurs fuites choisiront alors de s’établir à l’étranger et pour la plupart, la France sera un lieu de prédilection. Dans les faits pourtant, la répression semble légère : certains membres sont condamnés mais avec une peine faible (5 ans de prison et exclusion de l’armée pour Borremans), certains ne sont pas poursuivis et d’autres sont même excusés.
Face au nombre trop important d’orangistes dans l’administration belge, le gouvernement provisoire a dû fermer les yeux sur les personnes concernées sans quoi l’administration serait défigurée (on estime que le taux d’orangistes varie entre 30 et 40% selon le ministère). La même logique est d’application dans l’armée, certains anciens officiers néerlandais et même d’anciens leaders du coup d’État manqué du mois de mars 1831 font partie des rangs de l’armée belge. Durant la première décennie de vie de la Belgique, les orangistes enrôlés dans l’armée belges ne cachent pas leurs sentiments de sympathie vis-à-vis de la famille d’Orange malgré les répressions mises en place par la police secrète de l’armée et par l’État.
Van der Smissen voit naturellement avec beaucoup de frustration que d’anciens compagnons d’armes font à nouveau partie de l’armée nationale alors que lui doit prolonger son exil avec une pension que lui accorde le roi Guillaume. Cependant, la signature du Traité des XXIV articles va changer bien des choses pour lui. En effet, en 1838, le roi Guillaume Ier se résigne à signer ce texte statuant définitivement la séparation de la Belgique avec la Hollande. Ce traité est signé officiellement le 19 avril 1839 entre les différentes puissances que comprenaient le continent européen. L’article 20 va se révéler primordiale pour le retour de Van der Smissen et l’avenir de la politique belge, cet article stipule que « Personne, dans les pays qui changent de domination, ne pourra être recherché ni inquiété en aucune manière, pour cause quelconque de participation directe ou indirecte aux événements politiques. ».
C’est donc au nom de cet article que Van der Smissen estime que son retour en Belgique et naturellement son accès à des postes dans l’armée ou dans l’administration sont possibles. Il va monter avec l’aide de ses avocats un solide dossier et menace de se rendre dans un tribunal. Il fait aussi en quelque sorte du chantage car il a en sa disposition des témoignages et des correspondances qui risquent de mettre à mal un certain nombre de personnes très en vue en Belgique que ce soit dans l’administration ou dans l’armée. Ceci est craint par le Roi mais aussi par le gouvernement de Theux. En effet, le cabinet ministériel de de Theux qui a déjà connu de nombreux départs en 1839 notamment avec la négociation du Traité des XXIV articles ne peut pas se permettre un scandale d’État qui mettrait sérieusement à mal la survie de ce gouvernement. Le gouvernement par la voix de son ministre de la guerre Jean-Pierre Willmar va alors s’adresser au Parlement le 12 mars 1840 en proposant une amnistie pour Van der Smissen, une allocation d’attente de 2000 florins et une conservation de son poste même s’il ne reçoit pas de commandement. Notons que secrètement le roi Guillaume Ier promet secrètement à Van der Smissen 2000 autres florins qui pourrait alors subvenir à ses besoins.

### Débat au Parlement et fin de l'unionisme en Belgique
Il suffira de trois séances à la Chambre des représentants en trois jours pour que se joue la mort du gouvernement mené par le catholique de Theux. Les débats y seront houleux et le Parlement sera le lieu de véritables scènes de théâtre à grand succès avec tout ce que cela implique : rebondissements, interruptions intempestives et mauvaise foi.
L’ordre du jour de la séance du 12 mars 1840 comporte les deux points suivants : d’abord les pièces adressées à la chambre, puis le projet de loi portant le budget du département de la guerre pour l’exercice 1840. Ce dernier point devait débuter par une discussion générale portant sur le rétablissement dans les cadres de l’armée belge du général Van der Smissen par suite du traité des 24 articles. Cependant, cette discussion est loin d’être un préalable à la question sur le budget car elle occupe tout le débat de 13h à 17h.
Comme précisé précédemment, c’est le ministre de la guerre Willmar, interrompu par le député catholique de Tournai Dumortier qui va lancer la discussion en précisant les raisons qui le poussent à croire que la voie de l’amnistie pour Van der Smissen est la seule voie possible si on s’en tient aux textes signés lors de la conférence de Londres du 19 avril de l’année précédente. Durant son temps de parole, il aura aussi à cœur de rétablir les vérités face aux rumeurs qui ont été répandues jusque-là. Face à ce discours, l’opposition libérale réagit négativement par la voix de plusieurs députés libéraux qui jugent ou bien que l’article 20 est mal interprété par les ministres du gouvernement ou bien parce qu’ils jugent qu’un pays neutre ne doit pas avoir une armée aussi conséquente ou encore que le gouvernement s’y prend avec beaucoup de légèreté dans cette affaire.
Chose plus étonnante, c’est Barthélemy Dumortier, un député catholique qui va véritablement se présenter comme le plus farouche opposant à ce gouvernement dominé par les personnalités à tendance catholique depuis les nombreuses démissions de 1839. La fin de la séance est plus qu’agitée, cela se remarque car les députés tenaient jusque-là la parole pendant un long moment tandis que les paroles deviennent de plus en plus courtes et incisives. Dans ce chaos généralisé, Dumortier soumet une proposition de vote au président de la Chambre Isidore Fallon, élu catholique. Le président prend alors la parole et annonce : « Voici la proposition que fait parvenir au bureau M. Dumortier : " La chambre a vu avec regret la conduite du gouvernement dans l’affaire du général Vandersmissen. " ». Face à cette annonce surprise, les députés qu’ils soient membres du gouvernement ou non, déclarent que le vote ne peut se faire de cette manière en fin de séance mais qu’il doit être fait le lendemain pour que chacun puisse motiver son avis.
Le 14 mars 1840, la séance s’ouvre avec les habituelles pièces adressées à la Chambre. Puis le président annonce les propositions de vote posées par deux députés : « La discussion continue sur l’ensemble du budget et sur les propositions qui ont été déposées sur le bureau et qui sont ainsi conçues : M. Dumortier propose que la chambre se prononce de la manière suivante : " La chambre a vu avec regret la conduite du gouvernement dans l’affaire du général Vandersmissen. " M. Pirson demande qu’elle se prononce de la manière suivante : " Le ministère a blessé l’honneur national (ou bien a blessé toutes les convenances) en rétablissant le général Vandersmissen sur les contrôles de l’armée, quoique le plaçant en non-activité. " ». S’ensuit un débat houleux où l’on semble oublier le véritable enjeu du vote. En effet, chaque député retourne l’article 20 du Traité des XXIV articles pour qu’il aille dans le sens de son argument. L’opposition, essentiellement libérale, en profite évidemment pour à nouveau attaquer le gouvernement de Theux et la manière dont le Traité a été négocié en prononçant des mots forts : « Un traité a naguère mutilé nos provinces ; nous avons payé cher et beaucoup trop cher l’honneur d’être reconnus comme Etat indépendant par les autres puissances européennes. » dit le député libéral Pierre Lys. Les différents ministres qui interviennent ne manquent pas de répondant ce qui n’empêche pas les députés de se succéder au parloir pour motiver leur choix de voter en faveur du regret face à l’amnistie de Van der Smissen. Même ceux qui annoncent voter dans le sens du gouvernement estiment qu’il s’agit là d’une erreur de la part des ministres du gouvernement. L’opposition entre le gouvernement de Theux (le plus souvent par la voix du ministre de la guerre) et Dumortier s’en retrouve grandie.
Un énième coup de théâtre se produit en fin de cette deuxième séance sur l’affaire Van der Smissen : l’opposant catholique Dumortier annonce changer le contenu de sa proposition de vote. Il dit ceci à l’assemblée : « […] Au reste pour qu’il n’y ait pas d’ambiguïté, et puisque deux ministres ont déjà exprimé leurs regrets de l’arrêté que nous combattons, je consens à modifier ma proposition. Elle sera plus simple, mais le résultat sera le même, car il ne faut pas qu’il y ait de doute sur l’exécution de l’arrêté relatif à un général qui a trahi le pays. Je demande que la chambre se prononce de la manière suivante : " La chambre décide que le montant du traitement de disponibilité alloué par le projet de budget au sieur Vandersmissen sera retranché de l’imputation dans laquelle ce traitement est compris. " Ainsi il n’y aura aucun doute sur la portée du vote ; chacun de nous sait s’il veut oui ou non maintenir dans les rangs de l’armée un général qui a déshonoré l’épaulette, qui a trahi la patrie. ». Cette annonce fait à nouveau régner une impression de chaos au Parlement, les discours ne sont plus construits et certains députés demandent un nouveau report de la discussion au lendemain. Le moniteur indique que l’attention de l’assemblée est fatiguée et que certains députés quittent leurs bancs. Le président renvoie alors la suite de la discussion au lendemain. Il parait intéressant de noter que jusque-là, il n’est toujours pas question de la démission du gouvernement de Theux.
Le 14 mars démarre avec une prise de parole d’un député catholique qui annonce la couleur des débats. Pierre Milcamps dit en effet ceci : « […] Ce que nous proposons virtuellement, messieurs, c’est de renverser le cabinet c’est de déclarer que les ministres n’ont plus notre confiance ; je ne concevrais pas, en effet, qu’après l’adoption par la majorité de la proposition de M. Dumortier, le ministère tout entier ne déposât pas sur-le-champ les pouvoirs qu’il tient de la confiance du Roi. […]». Dès que ces paroles ont été prononcées, on comprend que l’affaire Van der Smissen devient une affaire de gouvernement et qu’un vote qui irait contre la position du gouvernement équivaut à faire renverser de Theux et son gouvernement. La suite des débats sert aux députés qui le souhaitent de motiver le choix qu’ils vont faire lors du vote. Les députés mêlent une nouvelle fois leurs opinions sur l’affaire Van der Smissen et sur le Traité des XXIV articles. Finalement, le président annonce le vote : « Voici la proposition sur laquelle la chambre est appelée à statuer : " La chambre décide que le montant du traitement de disponibilité alloué par le projet de budget au sieur Vandersmissen sera retranché de l’imputation dans laquelle ce traitement est compris. ". L’appel nominal étant demandé, il est procédé à cette opération. ». Le résultat de ce vote est serré : sur 85 votants, 5 députés s’abstiennent, 42 répondent oui et 38 répondent non. Après les dernières déclarations de députés, dans le moniteur du 16 mars 1840, on pouvait lire ce qui suit : "Les ministres ont offert leur démission au Roi ; S.M. s’est réservée de statuer".
Le gouvernement se trouve donc être un gouvernement démissionnaire dès le 14 mars 1840. En attendant la réaction du roi, l’activité parlementaire va au ralenti même si la Chambre reste active sur certains sujets bien moins conflictuels. Le 16 mars Léopold Ier invite Joseph Lebeau, un député libéral pour le conduire à former un cabinet ministériel. On apprend aussi que le roi avait aussi invité Félix de Muelenaere, député catholique à former un cabinet mais celui-ci avait refusé la proposition. Toutes ces informations sont fournies par les principaux intéressés lors de la séance au Parlement le 2 avril 1840. En effet, face aux questionnements des députés présents, les deux hommes politiques et de Theux ont pris la parole pour relater ces événements.
Lors de la séance au Parlement du 6 avril 1840, on apprend par la lecture d’une lettre de de Theux que le roi a officiellement accepté la démission de son gouvernement. de Theux profite de cette lettre pour signaler sa déception que le vote sur l’affaire Van der Smissen ait fait tomber le gouvernement dans son ensemble : « […] Nous avons cru devoir exposer ces diverses considérations pour justifier notre retraite du ministère, bien que le vote sur une question isolée n’impliquât point, à nos yeux, un manque de confiance de la chambre, quant à l’ensemble du gouvernement, ni un refus de concours pour l’avenir. […] ». Finalement, le 18 avril, le gouvernement mené par le libéral Lebeau prête serment. Il s’agit du premier gouvernement libéral homogène dans l’histoire de la Belgique.

### Conclusions sur l'affaire Van der Smissen
Après avoir analysé sous toutes les coutures le cadre de l’affaire Van der Smissen, les enjeux qui entourent le vote du Parlement du 14 mars 1840 qui a conduit les ministres du gouvernement de Theux à présenter leurs démissions au Roi sont mieux connus. Dans cette crise, on peut distinguer deux catégories de réactions, ceux pour qui la démission de ce cabinet est une déception et ceux pour qui c’est une satisfaction.
Il s’agit avant tout d’une déception pour de Theux et son cabinet ministériel. Le gouvernement unioniste tenait encore la route malgré le passage plus compliqué connu avec les négociations pour le Traité des XXIV articles et les nombreuses démissions de ministres en 1839. La période qu’il a couvert (1834-1840) a connu le développement rapide de l’économie belge mais aussi la fin partielle des tensions aux frontières. De Theux qui craignait les révélations qu’aurait pu faire Van der Smissen avait tout fait pour faire perdurer son gouvernement. Son cabinet a essayé tant bien que mal de convaincre les députés du bien-fondé de l’amnistie du général, et ce d’autant plus que c’était nécessaire vis-à-vis de l’article 20 du Traité des XXIV articles. Sa déception se ressent surtout dans la lettre qu’il destine au Parlement une fois que la démission de son cabinet est officiellement actée.
Pour le roi Léopold Ier, c’est aussi une déception. Il se sentait proche des catholiques conservateurs et la démission du gouvernement de Theux qui était alors majoritairement catholique était l’une de ses craintes. De plus, avec le refus du catholique de De Mûelenaere de former un gouvernement, il consent à inviter Lebeau à former le premier gouvernement libéral homogène de Belgique. Notons malgré tout que le Roi reste un proche de Lebeau. Son rôle dans cette transition aura été primordial.
Van der Smissen aura lui aussi perdu son pari. Son souhait était de revenir dans l’action de l’armée belge. Le gouvernement Lebeau qui suit celui de de Theux le rayera définitivement de la liste de l’armée belge et Van der Smissen poursuivra sa vie dans les milieux orangistes.
Du côté des satisfaits, on retrouve les belgicains comme Dumortier. Leur but était de montrer que la Nation était ce qu’il y avait de plus cher et que ceux qu’ils appellent les traitres n’ont pas leur place dans l’armée. La question de savoir s’ils sont contre l’amnistie de Van der Smissen ou contre le Traité des XXIV articles peut cependant se poser. Notons simplement que cette partie des votants pour le « oui » est minoritaire. Les majoritaires sont, en effet, ces députés (pour la plupart libéraux) qui rêvaient de voir tomber ce gouvernement conservateur et unioniste qui n’avait plus de sens depuis que la paix avec les hollandais a été entérinée.